# 大江麻理子
大江 麻理子（おおえ まりこ、1978年〈昭和53年〉10月21日 - ）は、元テレビ東京報道局所属のニュースキャスターで、同局の元アナウンサー。福岡県豊前市出身。

## 来歴
照曜館中学校・東筑紫学園高等学校、フェリス女学院大学文学部日本文学科卒業。大学では漢文学を専攻するかたわら、清華大学（中国・北京市）への留学を経験し、中国語に堪能である。 卒業論文の題材には易経を選んでいる。 また、高校時代には寮生活を経験。大学時代は、留学期間を除いて自由が丘に住んでいた。
大学卒業後、2001年アナウンサーとしてテレビ東京に入社。同期入社のアナウンサーに、赤平大（2009年からフリーアナウンサーに転身）がいる。入社後は、報道・情報・バラエティなど、さまざまなジャンルの番組に出演。特別番組として不定期で放送される池上彰（ジャーナリスト）の冠番組では、スタジオアシスタントを務めたり、単独または池上と共同で取材に赴いたりすることが多い。その一方で、『出没!アド街ック天国』や『モヤモヤさまぁ〜ず2』などの情報・バラエティ番組では、多彩なキャラクターを発揮していた（後述）。2013年4月から11か月間は、テレビ東京の関連会社・テレビ東京アメリカへの出向扱いで、同局のニューヨーク支局に赴任（末武里佳子の後任）。『ワールドビジネスサテライト』などの報道番組でニューヨークから定期的にレポートを送ったほか、『未来世紀ジパング』や特別番組で海外取材を担当していた。
2014年2月末でニューヨーク支局への赴任期間を終え、同年3月31日からは、小谷真生子の後任として、『ワールドビジネスサテライト』のメインキャスターを務める。
2014年9月17日、マネックス証券創業社長・松本大と結婚した。
2017年4月『モヤモヤさまぁ～ず2 ありがとう10周年"歴代メンバー大集合"3時間半SP』で4年ぶりにさまぁ～ずと共演、2019年7月には「代打アシスタント」として2年3か月ぶりに共演した。
2025年2月、約24年にわたり在職したテレビ東京を同年6月末で退社する方向であることが報道された。同年3月28日、メインキャスターとして11年間出演した『ワールドビジネスサテライト』を降板し、退社についても改めて報告した。

## 人物
- 祖先は懐良親王の九州征西に随伴した藤原孝範にあたり、大江雲澤などを輩出した中津藩御典医家の傍系子孫である。
- 曽祖父は築上新聞を創刊、築上信用金庫の創設推進など地域に貢献した大江俊明。
- 身長162cm[1]、血液型はAB型。
- 弟がいる。
- アナウンサーには珍しく大学のミスコン経験や芸能活動経験はない。
- 早稲田大学を受験し、大学受験を失敗している。
- 運動音痴。スケートをした際にヨタヨタして全く前に進めなかったため、さまぁ〜ずから「おばあちゃん」と言われた。運動音痴だが、大学時代ゴルフ部の部長だった(ちなみに大江と同学年が一人もいなかったため自動的に部長になった)。『モヤモヤさまぁ〜ず2』では「やりたがり大江」と言われるほど明らかに無理なのにチャレンジしていた。
- 食事や文字を書くときは右手だが、ボールを投げるのは左利き。
- 趣味はオペラ鑑賞、読書、長風呂、富士山と東京タワーを眺めることなど。お気に入りの本はミヒャエル・エンデの『モモ』。
- 過去の担当番組の影響か演歌に詳しく、カラオケで得意なアーティストはテレサ・テン。
- 2007年10月7日、骨髄バンクに登録した。大学時代の友人が白血病で倒れ、その闘病を間近に見たのがきっかけ。
- 座右の銘は「望みは空より高くあれ」。自身の新聞コラムのタイトルにも使用。
- テレビ東京が開局50周年記念として、同局の開局以来初となるアナウンサーカレンダーの制作・発売を発表した際、大江は女性アナウンサーとして初となる単独カレンダー「大江麻理子アナウンサーカレンダー2014」として製作・発売されることになった[7][8]。

## 出演番組

### レギュラー出演
報道・情報・経済関連番組
| 期間                   | 期間                   | 番組名                                             | 役職                         | 備考 |
| ---------------------- | ---------------------- | -------------------------------------------------- | ---------------------------- | --- |
| 同局入社直後           | 同局入社直後           | ニュースブレイク                                   | 交代制担当キャスター         | 金曜日を中心に随時担当 |
| 2002年10月             | 2003年3月              | ワールドビジネスサテライト土曜版                   | サブキャスター               | |
| ニューヨーク支局赴任前 | ニューヨーク支局赴任前 | 日経スペシャル カンブリア宮殿                      | 『ミクロの決死件』ナレーター | |
| 2006年7月              | 2007年3月              | 速ホゥ!                                            | 火曜日メインキャスター       | |
| 2007年4月              | 2008年9月              | こちら経済編集長（BSジャパン〈現：BSテレビ東京〉） | 編集長助手でのレギュラー出演 | |
| 2008年10月             | 2013年3月              | 田勢康弘の週刊ニュース新書                         | 番組進行役                   | ニューヨーク支局赴任に伴い降板 |
| 2013年4月              | 2014年2月              | ニュースモーニングサテライト                       | ニューヨークキャスター       | |
| 2014年4月              | 2025年3月              | ワールドビジネスサテライト                         | メインキャスター             | それ以前から『トレンドたまご』のリポーターを担当、また、ニューヨーク支局への赴任中には毎週火曜日に同支局のスタジオから生中継で出演、2020年4月から改編に伴い担当曜日を縮小（詳細は同番組の出演者のページを参照）、同局退職を機に降板 |

バラエティ番組・その他
- 音楽的流行
- ∞のギモン
- 大人のツボ（BSジャパン）
- 心の書
- 三宅式こくごドリル
- 徳光&コロッケの“名曲の時間です”（2005年4月4日 - 2006年9月30日）
- 女子アナクッキング〜教えて!料理のアナとツボ〜（2006年12月8日 - 2007年1月5日）
- LOVE×GOLF（2007年10月 - 2008年3月、ナレーション担当）
- えいせい魂シーズン2（2008年7月6日 - 9月21日、BSジャパン、「杉作J太郎の妄想恋愛〜俺を通り過ぎた女たち〜」コーナーで聞き手を担当）
- 決着!歴史ミステリー（2009年4月 - 8月、ナレーション担当）
- 麻理子の部屋（2009年10月4日 - 12月20日）
- 世界の建築を巡る!〜人類は何を造ってきたのか〜（2010年7月7日 - 8月11日（週1回・全6回）、BSジャパン、ナレーション担当）
- 音楽ば〜か（2008年4月15日 - 2010年9月25日、2010年4月までは「マリベスちゃん」名義で登場、ナレーション担当）
- やりすぎコージー（2009年3月 - 2011年9月、「野性爆弾の占い珍道中」 → 「こんにちは 野性爆弾です」のナレーション担当）
- 石川遼スペシャル RESPECT 〜ゴルフを愛する人々へ〜（2010年4月 - 2012年3月、大橋未歩らと隔月でアシスタント）
- 日経ヴェリタス 大江麻理子のモヤモヤとーく（2009年6月2日 - 2013年3月19日、ラジオNIKKEI第1）
- モヤモヤさまぁ〜ず2（2007年1月3日、2007年4月13日 - 2013年4月7日、初代アシスタント）
- 出没!アド街ック天国（2003年4月 - 2013年3月30日、2代目アシスタント）
- 宇宙ニュース（2011年4月7日 - 2013年3月28日）
- 池上彰の現代史講義 〜歴史を知ればニュースがわかる〜（BSジャパン、2011年9月4日 - 2013年3月、助手）

### 毎年および不定期出演
- 全日本カラオケグランプリ（2005年 - 2010年、毎年12月下旬ごろ）
- TX-V 女子アナなび（2008年11月 - ）
- 田舎に泊まろう!（2009年1月 - 、特番時の司会）
- 主治医が見つかる診療所3時間SP（2008年12月15日、2009年2月16日、2009年4月6日、2009年10月5日、2010年4月5日、2010年9月27日・SP時のサブ司会）
- 日曜ビッグバラエティ
  - 「池上彰の世界を見に行く」（2010年12月5日、2011年2月6日、2011年4月3日）
  - 「緊急報道特番「池上彰の緊急報告 大震災のなぜに答える」」（2011年3月20日、2011年3月27日）
  - 「池上彰の緊急生放送スペシャル「世界が驚いた“ビンラディン殺害”日本人がわからない何故に答える!」」（2011年5月15日）
  - 「池上彰の緊急生放送スペシャル「エネルギーを考える」」（2011年9月18日）
- 未来世紀ジパング（2013年6月3日 - 2014年2月） - アメリカに関するテーマを扱う場合に現地取材を担当

### テレビドラマ
- 幻星神ジャスティライザー（ニュースキャスター役）
- 逃亡者 おりん 第18話「争奪!姉様人形」（2007年2月23日、八栄役）
- 好好!キョンシーガール〜東京電視台戦記〜 第2話（2012年10月19日）

### テレビアニメ
- 焼きたて!!ジャぱん（アナウンサー役）

## 執筆・出版
論文
- 「占いと現代人--占いの現状と未来」『玉藻』37号、フェリス女学院大学国文学会、2001年11月、p.124～138

### 書籍
- 『出没!アド街ック天国東京下町歩き』（2006年、日経BP社「日経BPムック」） ISBN 978-4-822-23206-1
- 『女子アナクッキング―教えて!料理のアナとツボ vol.2』（2007年、日経BP社「日経BPムック」テレビ東京番組テキスト）ISBN 978-4-822-23215-3
- 「徒然なるまま モヤモヤなるまま」『QuickJapan』vol.77（2008年、太田出版）ISBN 978-4-7783-1127-8
- 「徹底特集 モヤモヤさまぁ〜ず2」『QuickJapan』vol.80（2008年、太田出版）ISBN 978-4-7783-1150-6
- 『日経ヴェリタス 大江麻理子のモヤモヤとーく』（2009年、日本経済新聞出版社）ISBN 978-4-532-19519-9
- 『野口さん、宇宙ってどんなにおいですか?』野口聡一・大江麻理子（著）（2012年、朝日新聞出版）ISBN 978-4-02-250824-9
- 『日経ヴェリタス 大江麻理子のモヤモヤとーく2』（2012年、日本経済新聞出版社）ISBN 978-4532196547

### 新聞コラム
- 読売新聞（東京版夕刊芸能面）『望みは空より高くあれ』（2008年1月 - 6月／月一回連載）

### 雑誌
本人がインタビューなど直接取材に応じたもののみを掲載する。
- 「ビューティ2000」『週刊ゴルフダイジェスト』（2000年3月、ゴルフダイジェスト社）
- 「私の“エロ発言”の真実、教えます!」『週刊プレイボーイ』（2005年9月6日号、集英社）
- 「大江麻理子のメガネっ娘宣言!」『週刊プレイボーイ』（2005年11月8日号、集英社）
- 「PAUSE 連載Vol.148」『レコード芸術』（2007年4月号、音楽之友社（キャスリーン・バトル『オンブラ・マイ・フ（Ombra Mai Fu）』を紹介。）
- 「I ♥ テレビ東京」『TV Bros.』（平成20年4月20日号、東京ニュース通信社）
- 「中国語ワールドのひとびと」『中国語ジャーナル』（2008年5月号、アルク）
- 「「気になるあの女性」との60分」『THE21』（2008年9月号、PHP研究所）
- 「“麻理子の部屋”で癒されたいっ!」『B.L.T.』（2009年12月号、東京ニュース通信社）

## DVD
- やくそくわんこ (ナビゲーター)（2008年3月7日）
- モヤモヤさまぁ〜ず2
  - Vol.1 （2008年3月28日）
  - Vol.2&Vol.3 DVDBOX （2008年3月28日）
  - Vol.4&Vol.5 DVDBOX2 （2009年4月1日）
  - Vol.6 （2009年4月1日）
  - Vol.7&Vol.8 DVDBOX3 （2010年2月24日）
  - Vol.9 （2010年2月24日）
  - Vol.10&Vol.11 DVDBOX4 （2011年2月2日）
  - Vol.12（2011年2月2日）
  - Vol.13&Vol.14 DVDBOX5 （2012年2月1日）
  - Vol.15（2012年2月1日）
  - Vol.16&Vol.17 DVDBOX6 （2013年3月6日）
  - Vol.18&Vol.19 DVDBOX7 （2013年2月1日）
  - 大江アナ卒業記念スペシャル 鎌倉&ニューヨーク ディレクターズカット版 （2013年9月25日）
  - Vol.20&Vol.21 DVDBOX8 （2014年6月4日）
  - Vol.22&Vol.23 DVDBOX9 （2015年2月25日）
  - Vol.24&Vol.25 DVDBOX10 （2016年3月23日）
  - Vol.26&Vol.27 DVDBOX11 （2016年3月23日）
  - 10周年記念 歴代メンバー全員集合スペシャル ディレクターズカット版 （2017年11月29日）
- 女子アナクッキング 教えて!料理のアナとツボ
  1. （2008年9月24日）
  2. （2008年9月24日）
- 杉作J太郎と大江麻理子の妄想恋愛（2009年4月22日）
- 麻理子の部屋（2010年2月24日）

## その他
- ATP賞 2004授賞式（NHK：島津有理子と共同司会者 2004年6月25日／NHK衛星第2テレビジョン）
- 映画犬と私の10の約束（2008年]3月15日公開／映画内のアナウンサー役）
- Berryz工房『青春バスガイド』PV（バスガイド役で出演）
- やくそくわんこ（ナビゲーター）

## レギュラー番組でのエピソード
いずれも、ニューヨーク支局へ赴任するまでに出演していた番組。

### 『モヤモヤさまぁ〜ず2』
新人アナウンサー時代から共演経験のあるさまぁ〜ずの2人とは、トリオ状態の絶妙なやり取りを見せ、ショートコントや一発ギャグも披露。また番組中に酔っ払ったり、笑いのツボにはまってへたり込んだりと、飾らないリアクションが好評であった。
テレビ東京ニューヨーク支局への赴任が決まった為、2013年3月末の放送で一旦卒業。同年2月10日放送分のエンディングでは、視聴者に向けて涙ながらに卒業を発表。。卒業前最後の出演になった同年4月7日放送分の「3時間半スペシャル」では、鎌倉市で日本国内最後のロケを行った後に、自身の引っ越しを兼ねさまぁ〜ずとのニューヨークロケに登場。赴任先のニューヨーク支局オフィスで赴任の挨拶を披露する模様も撮影された。またその後にDVDの特典映像での挨拶の場が設けられた。
ニューヨーク勤務から帰国してすぐにモヤさまスタッフが食事会を開き、さまぁ〜ずと2代目アシスタントの狩野恵里と大江の4ショットトークがDVDの初回特典ディスクに収録されている。
2024年10月27日に放送された『伊集院光&佐久間宣行の勝手にテレ東批評』の中で佐久間氏は、「なんで大江が（モヤさまのアシスタントに）選ばれたのか分からない」「大江ってモヤさまが始まる前ってバラエティ嫌で泣いてた」と語った。

### 『出没!アド街ック天国』
オープニングにおける駄洒落混じりの自己紹介で注目されたほか、初期にはコスプレや特技（けん玉など）も随時披露。同番組初のオール地方ロケで博多を訪れた際、地元のテレビ東京系列局、TVQ九州放送のマスコットキャラクター「モニ太」を気に入り、同局向け番組宣伝にぬいぐるみを抱えて出演。また、地元出身ということで司会者の愛川欽也に対し積極的な案内を行っている。